# Abbazia di San Gregorio (Munster)
L'abbazia di san Gregorio è un'antica abbazia benedettina francese, sita a Munster, nell'Alsazia, dipartimento dell'Alto Reno. Requisita nel 1793 dalla rivoluzione francese, venne venduta ed utilizzata per breve tempo per ospitare un impianto tessile, ma nel 1802 fu demolita. Le rovine sono state dichiarate Monumento storico di Francia nel 1990. È anche famosa per aver dato origine ad un tipo di formaggio vaccino, chiamato appunto "formaggio di Münster".

## Storia
Secondo la leggenda, alcuni monaci scozzesi, seguaci di san Gregorio Magno, fondarono (probabilmente verso il 633) uno stabilimento monastico in località detta Schweinsbach, presso l'attuale comune di Stosswihr
Intorno al 660 i monaci trasferirono il loro monastero presso la confluenza dei due bracci della Fecht (Piccola Fecht e Grande Fecht). Il monastero assumerà da allora il nome latino di  monasterium ad confluente, la cui forma germanizzata darà al paese il nome di Münster. La valle prenderà invece il nome di Val Saint-Grégoire o in tedesco Gregoriental.
Il duca della contea d'Alsazia Bonifacio diede alla fondazione uno stato giuridico più solido, confermandone i possedimenti territoriali con la disposizione di Childerico II (verso gli anni 662-666).
Nel IX secolo il monastero ottenne l'immunità, così come il diritto di eleggere il proprio abate. Tuttavia poco dopo cadde sotto l'autorità del conte Eberardo e successivamente sotto quella del vescovo di Basilea (1156). Questi si riservò il diritto di visita e quello di ratifica dell'elezione dell'abate. Nel XIV secolo l'osservanza monastica cedette il posto ad uno stile di vita di un capitolo nobiliare e secolare. Nel XVI secolo la parrocchia passò alla riforma protestante, mentre l'abbazia rimase cattolica. Essa subì gravi danni durante la guerra dei trent'anni. Nel 1659 la comunità si affiliò alla Congregazione dei Santi Vitone e Idulfo. L'abbazia conobbe dei periodi più o meno fastosi, ma non meno di sei suoi religiosi salirono alla sede episcopale di Strasburgo.
Quando nel 1672 le truppe francesi entrarono in Lorena, i religiosi di Saint-Mont, abbazia situata fra i comuni di Saint-Étienne-lès-Remiremont e di Saint-Amé, nei Vosgi, ritennero prudente mettere al riparo le reliquie di santa Chiara trasportandole nell'abbazia di San Gregorio.
Dom Calmet fu sotto-priore dell'abbazia a partire dal 1704. Il rinnovamento monastico e letterario che ne risultò fu fermato dalla rivoluzione francese nel 1789. Come molte altre abbazie, anche quella di San Gregorio dovette chiudere i battenti e i suoi edifici vennero utilizzati per ospitare uno dei primi stabilimenti tessili dell'Alsazia. La chiesa abbaziale venne demolita nel 1802.

## I privilegi imperiali
- Nel corso dei secoli, l'abbazia fu non solo riccamente dotata da un punto di vista fondiario, ma soprattutto beneficiò della protezione degli imperatori. Tra il 662 e 666 Childerico II, re dei Franchi in Austrasia fece donazioni provenienti dall'erario all'abbazia
- 4 marzo 675 - Childerico II assegna a favore dell'abate Valedius la riscossione delle imposte, delle ammende e altre sugli abitanti di Muntzenheim (circondario d'Andolsheim) e Ohnenheim (cantone di Marckolsheim)
- Nell'826, l'Imperatore Ludovico il Pio accorda al couvento l'immunità, cioè il diritto di eleggere il proprio abate, senza interferenze del potere temporale.
- Trent'anni dopo l'imperatore Lotario II conferisce all'abate il potere di giustizia sui territori e villaggi appartenenti all'abbazia.
- Nel 1235 l'abbazia riceve l'immediatezza imperiale, che le permette così d'entrare nel circolo chiuso delle abbazie dell'impero (Reichsabteien), accordando egualmente all'abate il diritto di sedere alla dieta imperiale.

Ma il privilegio più insolito fu quello di conferire all'abate di Munster nel VII secolo, da parte del re Dagoberto II, le insegne imperiali. Durante le processioni solenni l'abate, al posto della mitra, portava la corona d'argento di Dagoberto, mentre due accoliti portavano lo scettro e la spada del sovrano. L'abate Grandidier, archivista del vescovo di Strasburgo, indica che alla sua epoca (qualche anno prima della rivoluzione francese) l'usanza era ancora in vigore. Oggi le insegne regali dell'abbazia non si trovano più.

## Elenco degli abati
- 634-673: Colduin
- 673-712: Valedius
- 712-725: Wolfchis
- 725-734: Heddon[2]
- 734-747: Adalric
- 747-76? : Agoald
- 76?-768: beato Remigio di Strasburgo[3]
- 769-771: Restwin[4]
- 771-803: Urolf
- 803-815: Rachion
- 815-831: Gothofred
- 831-843: Winidolf
- 843-864: Berthold I
- 864-8?? : Rathold
- 8??-896: Crinon
- 896-898: Engilfrid
- 898-9?? : Enrico I
- 9??-9?? :  Diether
- 9??-9?? : Adalbéron
- 9??-983: Ermanno
- 983-10?? : Guichard
- 10??-10?? : Adélard
- 10??-10?? : Emmon
- 10??-1068: Chénon
- 1068-10?? : Abbon
- 10??-1084: Reginher
- 1084-1090: Samuele
- 1090-1099: Rudpert
- 1099-11?? : Adalberto I
- 11??-1110: Eggohard
- 1110-1122: Corrado I
- 1122-1125: Aldalberto II
- 1125-1135: Corrado II
- 1135-1154: Egilolf I
- 1154-1158: Ortlieb
- 1158-1169: Egilolf II

- 1169-1178: Thuringus
- 1178-1196: Enrico II
- 1196-1237: Bernardo
- 1237-1261: Federico
- 1261-1278: Gerardo
- 1278-1297: Enrico III
- 1297-13?? : Steinung
- 13??-1306: Bertoldo II
- 1306-1312: Giovanni I
- 1312-1329: Hugues
- 1329-1340: Marquard
- 1340-1348: Richard
- 1348-1356: Carlo I
- 1356-1380: Othon
- 1380-1403: Guglielmo Steinung
- 1403-1434: Wernher de Rokurt
- 1434-1446: Andrea Eypolt
- 1446-1450: Tommaso di Ramstein
- 1450-1485: Giovanni II Rodolfo di Loubgatz
- 1485-1515: Christophe de Montjustin
- 1515-1536: Burchard d'Altenschönestein-Nagel
- 1536-1539: Conrad III de Rulst
- 1539-1550: Petermann d'Aponex
- 1550-1568: Joachim Breming
- 1568-1575: Enrico IV di Jesteten
- 1575-1578: Adamo di Holsaffel
- 1578-1596: Giorgio Müsinger de Frondest
- 1596-1600: Cosme Gab
- 1600-1631: Giovanni III Enrico Bremsy de Herblingen
- 1631-1649: Gregorio Blarer de Wartensee
- 1649-1656: Enrico V di Stoubon
- 1656-1658: Alfonso Kleinhaus
- 1658-1681: Carlo II Marchand
- 1681-1714: Luigi de La Grange
- 1714-1745: Gabriel de Rutant
- 1745-1771: Benedetto I Sinsart
- 1771-1790: Benedetto II Giuseppe Aubertin